# Kottaiyūr
Kottaiyūr är en ort i Indien.   Den ligger i distriktet Sivaganga och delstaten Tamil Nadu, i den södra delen av landet, 2 100 km söder om huvudstaden New Delhi. Kottaiyūr ligger 102 meter över havet och antalet invånare är 11 519.
Terrängen runt Kottaiyūr är platt. Runt Kottaiyūr är det tätbefolkat, med 308 invånare per kvadratkilometer. Närmaste större samhälle är Kāraikkudi, 5,7 km sydväst om Kottaiyūr. Omgivningarna runt Kottaiyūr är en mosaik av jordbruksmark och naturlig växtlighet.